# Wulften (Badbergen)
Wulften ist ein Ortsteil der Gemeinde Badbergen im Norden des niedersächsischen Landkreises Osnabrück. Bis zum 30. Juni 1972 war Wulften eine selbstständige Gemeinde.

## Lage

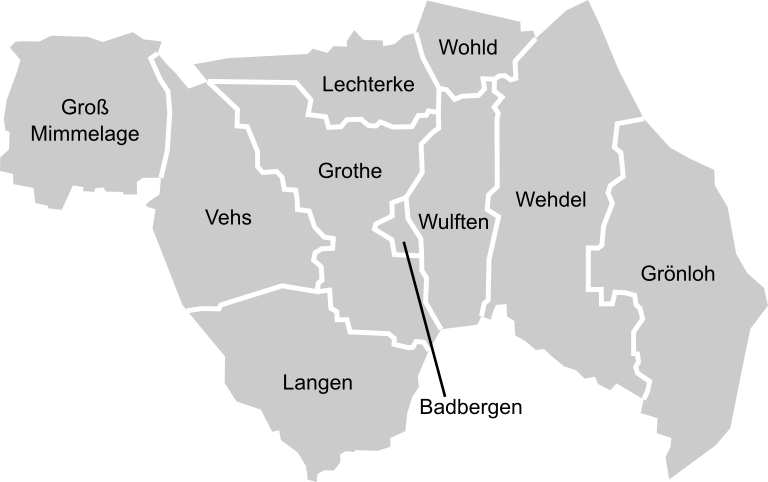
Ortsteile Badbergen

Der Ort liegt östlich des Kernortes Badbergen an der Landesstraße L 75. Östlich des Ortes fließt die Hase, westlich fließt der Klitzenbach.

## Baudenkmale
In der Liste der Baudenkmale in Wulften (Badbergen) sind sieben Höfe, sechs Einzeldenkmale und ein ehemaliges Baudenkmal aufgeführt. 

## Persönlichkeiten

### Söhne und Töchter
- Karl Allöder (1898–1981), Bildhauer, Maler und Geigenbauer